# Schangaösen
Schangaösen (kasachisch Жаңаөзен; russisch Жанаозен Schanaosen) ist eine Monostadt im Gebiet Mangghystau im westlichen Kasachstan mit 76.400 Einwohnern (Stand 1. Januar 2025). Sie wurde 1964 zur Entwicklung des nahegelegenen Ölfelds gegründet.

## Geographie
Schangaösen liegt auf der großen Halbinsel Mangyschlak im Westen Kasachstans, etwa 150 km westlich von Aqtau und rund 60 Kilometer von der Küste des Kaspischen Meeres entfernt. Die Umgebung ist sehr trocken und wüstenähnlich. Nördlich der Stadt liegt das Erdöl- und Erdgasfeld Ösen.
Schangaösen bildet verwaltungstechnisch einen eigenen städtischen Bezirk der vollständig vom Audan Qaraqija umgeben ist. Das Territorium, das der Stadtverwaltung unterstellt ist, umfasst eine Fläche von rund 516 Quadratkilometer. Zur Stadt gehören unter anderem die größeren Siedlungen Kendirli (12.868 Einwohner), Qysylsai (5.803 Einwohner), Rachat (35.468 Einwohner) und Tengge (15.894 Einwohner) (Stand 2021). Die Gesamtbevölkerung des städtischen Bezirks beläuft sich auf 154.044 Einwohner (Stand 1. Januar 2025), von denen aber nur 76.400 Menschen selbst in der Stadt Schangaösen leben.

## Geschichte
Anfang der 1960er Jahre fanden auf der Halbinsel Mangyschlak zahlreiche Erkundungsbohrungen statt im Zuge derer das Öl- und Gasfeld Ösen (russisch: Usen) entdeckt wurde. Zur Unterbringung der Arbeiter wurde 1964 eine Arbeitersiedlung städtischen Typs gegründet. Am 21. Oktober 1968 bekam der Ort die Stadtrechte verliehen und bekam den Namen Nowy Usen (Новый Узень). 
Im Juni 1989 war die Stadt Gegenstand der Berichterstattung, als die infolge der Wirtschaftskrise in den letzten Jahren des Bestehens der Sowjetunion stark zunehmende Arbeitslosigkeit gewalttätige Unruhen auslöste. Sie gingen nach Darstellung von Parteifunktionären von jugendlichen Randalierern aus, die öffentliche Einrichtungen in ihre Gewalt bringen wollten, und setzte sich – wie auch in einigen Städten Usbekistans – mit Angriffen gegen ethnische Minderheiten fort. Nach einigen Todesopfern wurden 700 Transkaukasier aus Armenien, Aserbaidschan und Georgien aus Nowy Usen evakuiert.
1992 wurden die kasachische Form des Stadtnamens Schangaösen sowie deren russische Transkription Schanaosen offiziell. Sie stellen die Übersetzung der früheren russischen Bezeichnung dar: schanga im Kasachischen und nowy im Russischen bedeuten neu; usen, kasachisch ösen ist ein turksprachiges Wort für Fluss.
Im Zuge von Streiks und Protesten der Arbeiter der Öl- und Gasindustrie in Kasachstan kam es am 16. Dezember 2011 zu gewaltsamen Zusammenstößen zwischen Demonstranten und der Polizei, die im Schangaösen-Massaker mündeten. Dabei starben nach offiziellen Angaben 11, nach Angaben der Opposition bis zu 70  Menschen, rund 90 weitere Personen wurden verletzt. Als Reaktion darauf verhängte der kasachische Präsident Nursultan Nasarbajew den Ausnahmezustand und eine nächtliche Ausgangssperre über die Stadt. Beides wurde am 31. Januar 2012 wieder aufgehoben.
In Schangaösen nahmen die landesweiten Proteste Anfang Januar 2022 ihren Ausgang. Am Morgen des 2. Januar 2022 blockierten Anwohner in der Stadt verschiedene Straßen und forderten eine Senkung der Preise für Flüssiggas, mit dem viele Fahrzeuge in der Region betrieben werden. Die Preise dafür hatten sich innerhalb von zwei Tagen mehr als verdoppelt, nachdem zum Jahreswechsel die staatliche Deckelung des Preises aufgehoben wurde. In den folgenden Tagen wurde die Anzahl der protestierenden Menschen in der Stadt immer größer und die Proteste erfassten auch andere Städte des Landes.

## Bevölkerung
Bei der Volkszählung 1999 hatte Schangaösen 48.871 Einwohner. Die Volkszählung 2009 ergab für den Ort eine Einwohnerzahl von 91.332. Bei der letzten Volkszählung 2021 lebten 72.425 Menschen in Schangaösen. Die Fortschreibung der Bevölkerungszahl ergab zum 1. Januar 2025 eine Einwohnerzahl von 76.400.
| Einwohnerentwicklung               | Einwohnerentwicklung | Einwohnerentwicklung | Einwohnerentwicklung | Einwohnerentwicklung | Einwohnerentwicklung |
| ---------------------------------- | -------------------- | -------------------- | -------------------- | -------------------- | -------------------- |
| 1970                               | 1979                 | 1989                 | 1999                 | 2009                 | 2021                 |
| 18.073                             | 34.389               | 48.339               | 48.871               | 91.332               | 72.425               |
| Anmerkung: Volkszählungsergebnisse |                      |                      |                      |                      |                      |

## Politik

### Bürgermeister
Nachfolgend die Bürgermeister der Stadt seit 1992:
- Ibragim Murassow (1992–1994)
- Abylchan Maschani (1994–1999)
- Schalghas Babachanow (1999–2009)
- Oraq Sarböpejew (2009–2012)
- Serikbai Turymow (2012–2015)
- Jelubai Äbilow (2015–2017)
- Ädilbek Dauylbajew (2017–2019)
- Maqsat Ibagharow (2019–2022)
- Aibek Qossuaqow (2022–2024)
- Schanseit Qainarbajew (seit 2024)

## Wirtschaft
Die Wirtschaft wird von Erdöl- und Erdgasförderbetrieben dominiert.

## Verkehr
Die Stadt befindet sich am Ende der Abzweigung aus Beineu von der Eisenbahnstrecke Maqat–Türkmenabat (Westturanische Magistrale). Am 11. Mai 2013 wurde die 146 Kilometer lange grenzüberschreitende Eisenbahnstrecke, als Fortsetzung dieser Abzweigung, von Schangaösen bis in den turkmenischen Ort Serhetyaka nach dreieinhalb Jahren Bauzeit eröffnet. Sie wird vor allem zum Transport von Öl sowie Getreide benutzt und soll mittelfristig durch eine 470 Kilometer lange Fortsetzung bis zur iranischen Grenze (wo ein Spurwechsel erforderlich ist) eine Verbindung über die Iranische Eisenbahn zum Persischen Golf ermöglichen.

## Söhne und Töchter der Stadt
- Beksad Nurdäuletow (* 1998), Boxer